# Pimelodus atrobrunneus
Pimelodus atrobrunneus és una espècie de peix de la família dels pimelòdids i de l'ordre dels siluriformes.
Els adults poden assolir els 25,7 cm de llargària total. Es troba a Sud-amèrica: conca del riu Uruguai al Brasil.